# Wild Energy
«Wild Energy» — сьомий студійний альбом української співачки Руслани. В Україні вийшов 2 вересня 2008.

## Список пісень
| #   | Назва                                         | Автор                                           | Продюсер(и)            | Тривалість |
| --- | --------------------------------------------- | ----------------------------------------------- | ---------------------- | ---------- |
| 1.  | «Дика енергія»                                | Руслана, Ромі Ром, М'юзік Майк, C. Funk         | Руслана                | 4:00       |
| 2.  | «Moon of Dreams» (разом з T-Pain)             | Руслана, Ромі Ром, М'юзік Майк, Faheem Najm     | Руслана, T-Pain        | 4:16       |
| 3.  | «New Energy Generation»                       | Руслана, Ромі Ром, М'юзік Майк,                 | Руслана                | 3:24       |
| 4.  | «The Girl That Rules» (разом з Міссі Елліотт) | Руслана, Мелісса Елліотт, Ромі Ром, М'юзік Майк | Руслана, Міссі Елліотт | 3:16       |
| 5.  | «I'll Follow The Night»                       | Руслана, Ромі Ром, М'юзік Майк                  | Руслана                | 4:00       |
| 6.  | «Silent Angel»                                | Ромі Ром, М'юзік Майк                           | Руслана                | 3:40       |
| 7.  | «Dancing In The Sky»                          | Ромі Ром, М'юзік Майк                           | Руслана                | 3:45       |
| 8.  | «Heaven Never Make us Fall»                   | Руслана, Ромі Ром, М'юзік Майк                  | Руслана                | 3:38       |
| 9.  | «Cry It Out»                                  | Ромі Ром, М'юзік Майк                           | Руслана                | 3:19       |
| 10. | «Overground»                                  | Ромі Ром, М'юзік Майк                           | Руслана                | 3:03       |
| 11. | «Heart on Fire»                               | Руслана                                         | Руслана                | 3:35       |
| 12. | «Energy of Love»                              | Руслана, Ромі Ром, М'юзік Майк                  | Руслана                | 3:37       |

### Спеціальне видання з бонусними треками
| #   | Назва                   | Автор                                                 | Продюсер(и)     | Тривалість |
| --- | ----------------------- | ----------------------------------------------------- | --------------- | ---------- |
| 13. | «Відлуння мрій»         | Руслана, Ромі Ром, М'юзік Майк, Олександр Ксенофонтов | Руслана         | 3:58       |
| 14. | «Moon of Dreams» (кліп) | Руслана, Ромі Ром, М'юзік Майк, F. Najm               | Руслана, T-Pain | 4:18       |

### Болгарське видання
| #   | Назва     | Автор                                                         | Продюсер(и)        | Тривалість |
| --- | --------- | ------------------------------------------------------------- | ------------------ | ---------- |
| 13. | «My Love» | Руслана, Станіслав Тріфонов, Георгій Мілчев, Євгеній Димітров | Станіслав Тріфонов | 4:16       |

## Чарти
| Країна  | Чарт              | Місце |
| ------- | ----------------- | ----- |
| Україна | UMKA Album Top 12 | 10    |
| Україна | UMKA Pop 2008     | 7     |

## Історія релізів
| Регіон                     | Дата            | Лейбл                     | Формат                   | Примітки                    |
| -------------------------- | --------------- | ------------------------- | ------------------------ | --------------------------- |
| Канада                     | 2 вересня 2008  | Warner Bros. Records      | CD, цифрове завантаження | —                           |
| Польща                     | 29 вересня 2008 | Warner Bros. Records      | CD                       | —                           |
| Україна                    | 10 жовтня 2008  | EMI                       | CD                       | —                           |
| Європа                     | 10 жовтня 2008  | Warner Bros. Records, EMI | CD                       | —                           |
| Швейцарія                  | 10 жовтня 2008  | Warner Bros. Records      | CD                       | —                           |
| Румунія                    | 18 жовтня 2008  | EMI                       | CD                       | —                           |
| Китай                      | Листопад 2008   | Warner Bros. Records      | CD                       | —                           |
| Об'єднані Арабські Емірати | 2008            | EMI                       | CD                       | —                           |
| Болгарія                   | Грудень 2008    | EMI, Animato Music        | CD                       | дует з Станіславом Тріфоном |
| Росія                      | 2010            | Warner Bros. Records      | CD                       | новий трек                  |
| США                        | 2010            | Warner Bros. Records      | CD                       | новий трек                  |